# Bistum Ciego de Ávila
Das Bistum Ciego de Ávila (lat.: Dioecesis Caeci Abulensis) ist eine auf Kuba gelegene römisch-katholische Diözese mit Sitz in Ciego de Ávila.

## Geschichte
Das Bistum Ciego de Ávila wurde am 2. Februar 1996 durch Papst Johannes Paul II. mit der Apostolischen Konstitution Universale Ecclesiae aus Gebietsabtretungen des Bistums Camagüey errichtet. Es wurde dem Erzbistum Camagüey als Suffraganbistum unterstellt. Erster Bischof wurde Mario Eusebio Mestril Vega.

## Bischöfe von Ciego de Ávila
- Mario Eusebio Mestril Vega, 1996–2017
- Juan Gabriel Diaz Ruiz, 2017–2022
  - Sedisvakanz seit 7. April 2022